# Novoarkhanhelsk
Ne doit pas être confondu avec Novoarkhangelsk, nom historique de Sitka
Novoarkhanhelsk (ukrainien : Новоархангельск, russe : Новоархангельск, Novoarkhanguelsk) est une commune urbaine de l'oblast de Kirovohrad, en Ukraine. Elle compte 6 040 habitants en 2021.